# Инжавино
Инжа́вино, ранее Никольское (Инжавинье, Ржавинье, Сергиевское) — рабочий посёлок городского типа в Тамбовской области России. Административный центр Инжавинского района.

## География
Находится на правом берегу реки Ворона (бассейн Дона). 
Уличная сеть
В поселке — 96 улиц.
Транспорт
Протяженность автомобильных дорог местного значения составляет 731,2 км, в том числе с твердым покрытием (включая щебеночное) — 341,1 км. Автомобильные дороги представлены: участком дороги областного значения Инжавино — Уварово (от М-6 «Каспий») с асфальтобетонным покрытием и внутрихозяйственными дорогами местного значения. 

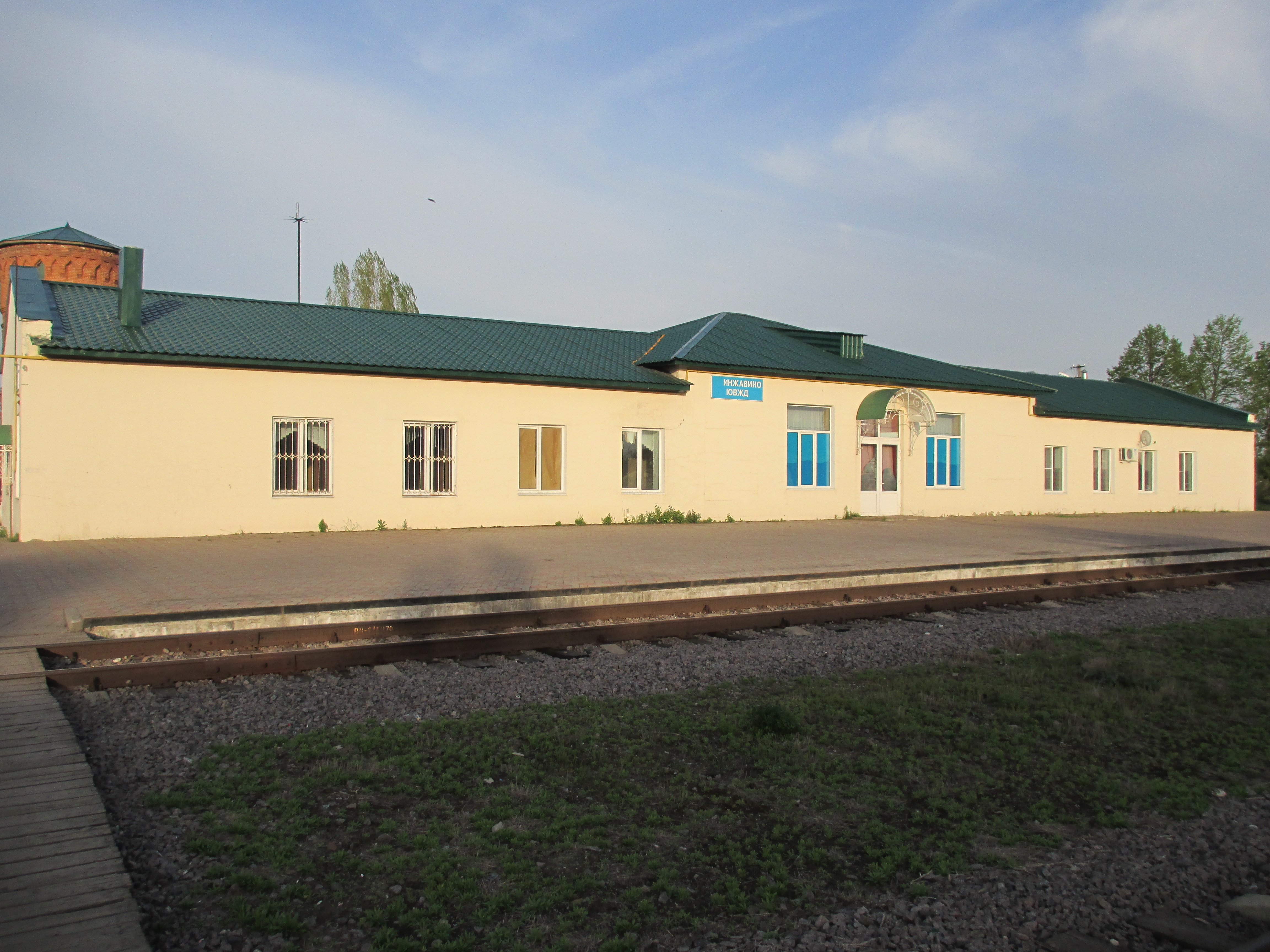
Станция Инжавино

Железнодорожная ветка (41 км) до станции Иноковка Юго-Восточной железной дороги.

## История
До 1917 года Никольское (Инжавинье) было селом Кирсановского уезда Тамбовской губернии.
Указом Петра I от августа 1705 года по грамоте из Приказа Казанского дворца и по приказу воеводы Юрия Захаровича Красникова были установлены границы нескольких владений служилых людей (однодворцев) на «диком порозжем поле», а что за их пределами — отказал Федору Першину с товарищами тридцати семи человекам в урочищах на р. Вороне и Инжавинье. Всего под поселение было отведено 995 десятин земли — это были первые поселенцы будущего села Инжавино.

Впервые упоминается в документах ревизской сказки 1719 года. Метрические книги Николаевской церкви села Никольское (Инжавинье) хранятся в Тамбовском государственном архиве за 1789—1917 гг., ревизские сказки — за 1782, 1795, 1811, 1816, 1833, 1850, 1858 гг.
Сельцо стояло на правой стороне речки Ржавки при большой дороге, в нём имелась церковь чудотворца Николая, дом деревянный господский с плодовым садом.
Жили в селе однодворцы, дворовые люди и крепостные крестьяне, переведённые из Шацкого уезда и принадлежавшие князю Александру Волконскому. В документах записано: «Сельцо Никольское, Инжавинье тож, вотчина князя Александра Дмитриевича Волконского…». В то время в нём числилось 35 домов однодворцев, 5 мелких помещиков и несколько домов крепостных крестьян. Однодворцев числилось — 133 мужских душ, дворовых людей — 150 и крепостных крестьян — 146. К 1745 году наследники Александра Волконского имели в своей вотчине уже 319 крепостных (мужчин). В 1816 году в 42 домах жили 256 однодворцев, а в 93 домах — 1164 человека крепостных.
В середине XVIII века бывшую вотчину Волконского — 2 села Никитское и Никольское, приобрел Михаил Киприанович Лунин. Он оставил пятерым сыновьям крупное состояние, младшему из них Сергею (1760—1817), в числе прочего досталось это село. Он сделал его своей летней резиденцией, переименовав в честь себя в «Сергиевское».
Именно здесь по некоторым версиям родился его сын Михаил, будущий декабрист, унаследовавший имение в 1817 году. Владельцем тамбовских имений он остался вплоть до своего ареста по делу декабристов, когда в описи его имущества отмечалось: «За декабристом Луниным в с. Сергиевском (Инжавино тож) и Никитском Кирсановского уездов Тамбовской губернии, с. Аннино Вольского уезда Саратовской губернии всего 929 душ.» Бездетный Михаил в своем завещании 1819 года оставляет имущество двоюродному брату Николаю Александровичу Лунину, обделяя родную сестру Екатерину, так как считал её мужа Федора Уварова («черного Уварова») слишком суровым. Согласно его воле течение 5 лет со дня его смерти следовало уничтожить в унаследованных им имениях крепостное право. Однако в 1826-27 Уваров от лица жены начинает процесс по оспариванию воли, который стихает после того, как Уваров исчез без вести. Имущество брата в конце концов наследует соломенная вдова Екатерина Уварова, с которой двоюродный брат пошел на мировую.
Последующие владельцы имения не указываются.
В конце 1920 — начале 1921 года Инжавино было ставкой крестьянских отрядов Антонова, численностью около 1000 человек конных и 1000 человек пеших. Здесь же в конце декабря был убит председатель Липецкого ЧК — А. В. Зегелис.
В 1960 году село Инжавино было преобразовано в посёлок городского типа.

## Население
| 1959  | 1970  | 1979    | 1989    | 2002    | 2009  | 2010  |
| ----- | ----- | ------- | ------- | ------- | ----- | ----- |
| 4780  | ↗9827 | ↗11 025 | ↗12 627 | ↘10 588 | ↘9831 | ↘9592 |
| 2012  | 2013  | 2014    | 2015    | 2016    | 2017  | 2018  |
| ↘9414 | ↘9268 | ↘8981   | ↘8794   | ↘8673   | ↘8501 | ↘8261 |
| 2019  | 2020  | 2021    |         |         |       |       |
| ↘8051 | ↘7920 | ↘7738   |         |         |       |       |

Национальный состав
По итогам переписи населения 2020 года, проживали следующие национальности (национальности менее 0,1 % и другое, см. в сноске к строке «Другие»):
| Национальность | Численность, чел. | Доля     |
| -------------- | ----------------- | -------- |
| Русские        | 7488              | 96,77 %  |
| Армяне         | 58                | 0,75 %   |
| Украинцы       | 23                | 0,30 %   |
| Азербайджанцы  | 8                 | 0,10 %   |
| Другие         | 161               | 2,08 %   |
| Итого          | 7738              | 100,00 % |

## Промышленность
- Инжавинский маслобойный завод
- АО «Инжавинская птицефабрика»

## Образование и культура

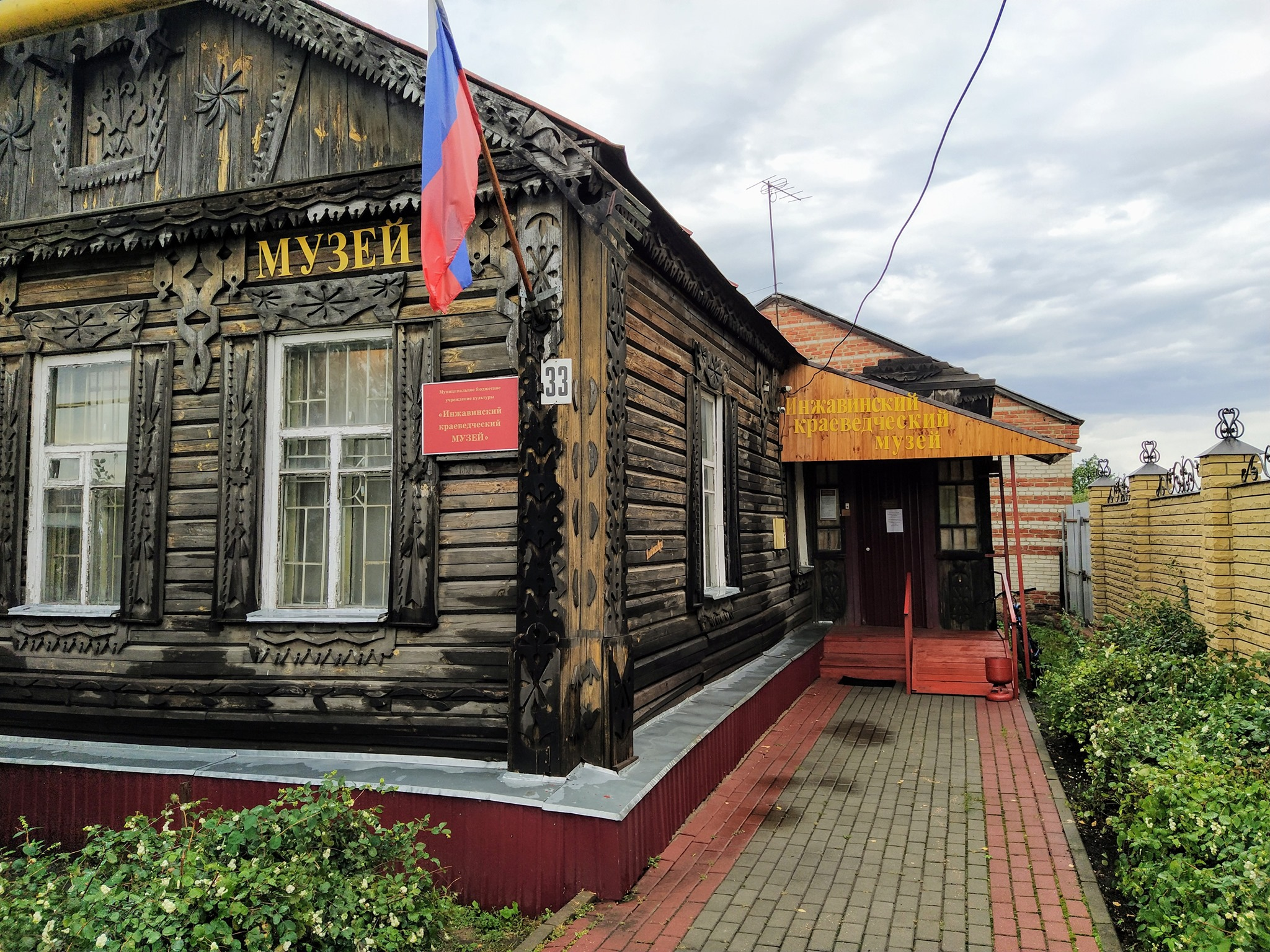
Инжавинский краеведческий музей

- Государственный природный заповедник «Воронинский»
- Инжавинский краеведческий музей

- Инжавинская школа
- Инжавинская школа-интернат
- Инжавинская музыкальная школа

## Памятники
- Памятник В. И. Ленину на одноименной площади

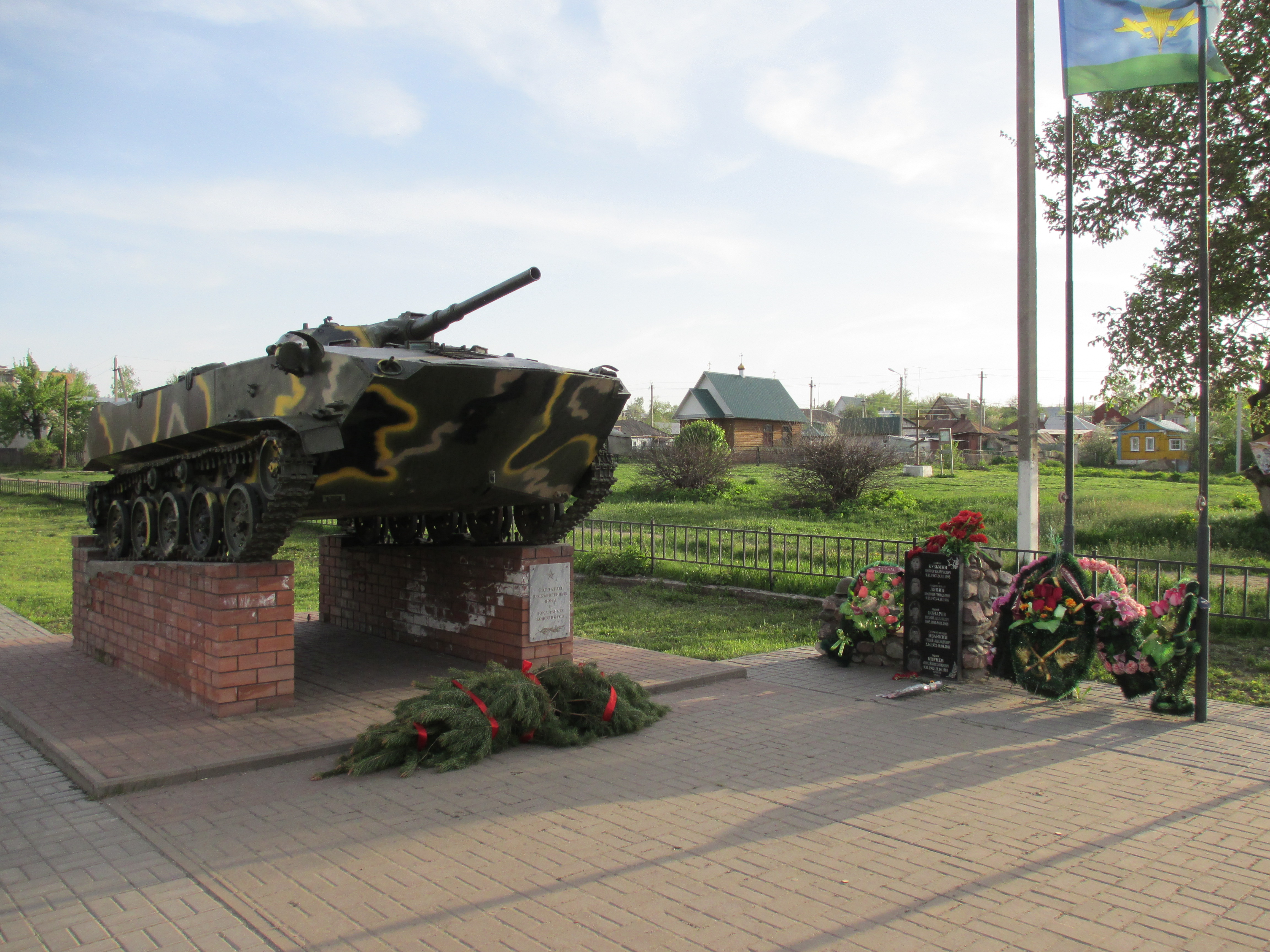
Памятник воинам-интернационалистам

- Памятник Воинам Интернационалистам
- Памятник Воину - защитнику детей Донбасса. Установлен 6 мая 2024 года[29].

Памятник Воину - защитнику детей Донбасса

- Памятник «Солдатам правопорядка». Установлен 10 ноября 2006 года[30].

## Религия
Михаило-Архангельская церковь - региональный объект культурного наследия. Воздвигнута в 1883 году вместо старого храма 1776 года постройки. Была закрыта в 30-х годах XX века, вновь открыта в 1945 году.